# ۹۶۶ (میلادی)
۹۶۶ (میلادی) نهصد و شصت و ششمین سال تقویم میلادی است.

## درگذشتگان
‎